# Echad Mi'shelanu
Echad Mi'shelanu é um filme de drama israelita de 1989 dirigido e escrito por Uri Barbash. Foi selecionado como representante de Israel à edição do Oscar 1990, organizada pela Academia de Artes e Ciências Cinematográficas.

## Elenco
- Alon Aboutboul - Yotam
- Sharon Alexander - Rafa
- Yoel Ben-Simhon - Soldado
- Shaul Mizrahi - O anjo branco
- Alon Neuman - Nahshon
- Ofer Shikartsi - Erez
- Dalia Shimko - Tamar